# Рейноса (Тамаулипас)
Рейноса (исп. Reynosa) — город в Мексике, штат Тамаулипас, административный центр одноимённого муниципалитета. Численность населения, по данным переписи 2010 года, составила 589 466 человек.
Город расположен на правом берегу реки Рио-Гранде на границе с США, напротив города Мак-Аллен в штате Техас. Город обслуживает международный аэропорт имени генерала Лусио Бланко.

## История
Рейноса была основана 14 марта 1749 года в ходе колонизации провинции Нуэво-Сантандер (нынешний штат Тамаулипас). Первоначально город был основан 297 колонистами. 4 июля 1802 года территория города была затоплена, и было решено перенести Рейносу на 8 километров на восток, оставив её на том же расстоянии от реки. В 1926 году Рейноса получила статус города.
Изначальное название Рейносы — Villa de Nuestra Señora de Guadalupe de Reynosa. Название Рейноса было позаимствовано у одноимённого города в Испании.
Между 1846 и 1848 годами Рейноса была оккупирована американской армией.
В 2009 году в Рейносе был обнаружен самый большой подпольный склад оружия за всю историю Мексики, предположительно связанный с наркокартелями.